# لا بانیسا
لا بانزا (به اسپانیایی: La Bañeza) یک دهستان اسپانیا است که در استان لئون، اسپانیا واقع شده‌است.

## خصوصیات
لا بانزا ۱۹٫۷۱ کیلومترمربع مساحت و ۱۱٬۰۵۰ نفر جمعیت دارد و ۷۷۲ متر بالاتر از سطح دریا واقع شده‌است.